# Wojciech Rosnowski
Wojciech Rosnowski herbu Ogończyk (zm. w 1775 roku) – podczaszy przemyski w latach 1769-1771, podstoli przemyski w latach 1735-1769, sędzia kapturowy ziemi przemyskiej w 1764 roku.